# Forças Armadas da Macedônia do Norte

O brasão de armas da Macedônia do Norte.

As Forças armadas da Macedônia do Norte (em macedônio: Армија на Република Македонија, Armija na Republika Makedonija) são as forças militares da Macedônia do Norte. A defesa militar macedônia é uma força constituída de um exército (Армија, Armija), uma força aérea (Воено Воздухопловство, Voeno vozduhoplovstvo) e uma unidade militar profissional, as forças especiais norte-macedônias (Волци, Volci). A política de defesa nacional se destina a garantir: a preservação da independência e soberania da República, a integridade do seu território, águas territoriais e espaço aéreo, e defender a Constituição do país. Seus principais interesses continuam a ser o desenvolvimento e a manutenção de uma capacidade credível para defender os interesses vitais da nação.
Atualmente contam com um exército profissional de 24 mil combatentes.

## Galeria

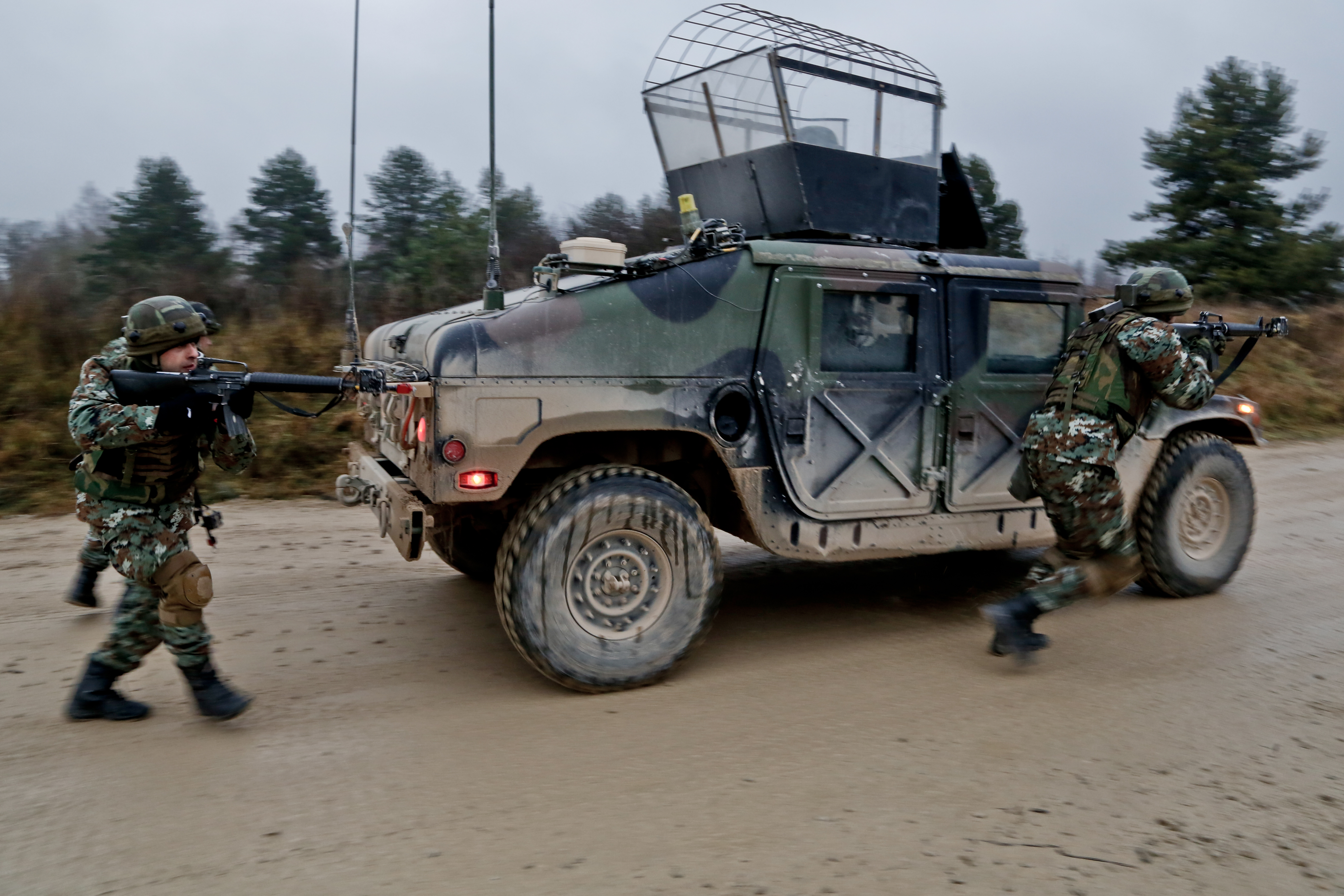
Soldados do exército da Macedônia com seu veículo HMMWV.
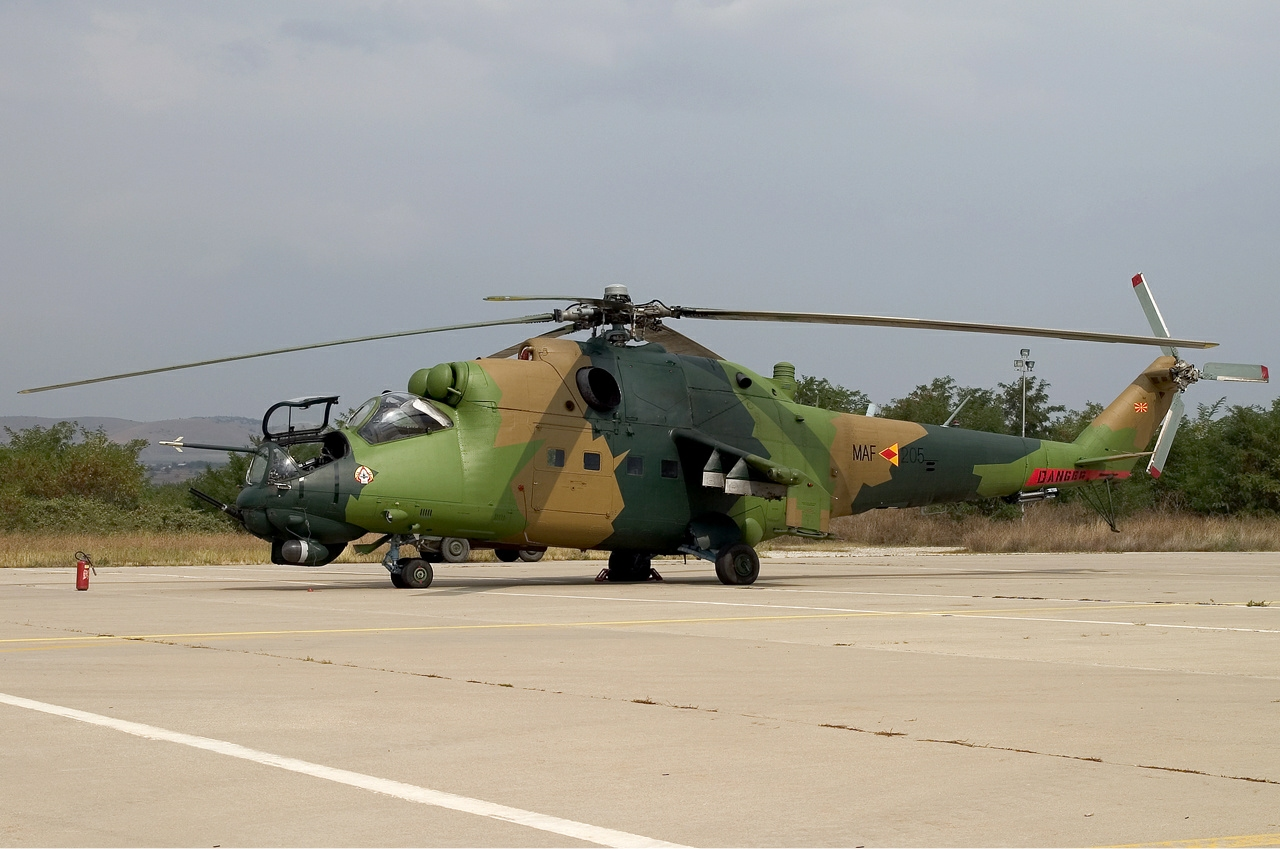
Um helicóptero Mil Mi-24V macedônio.
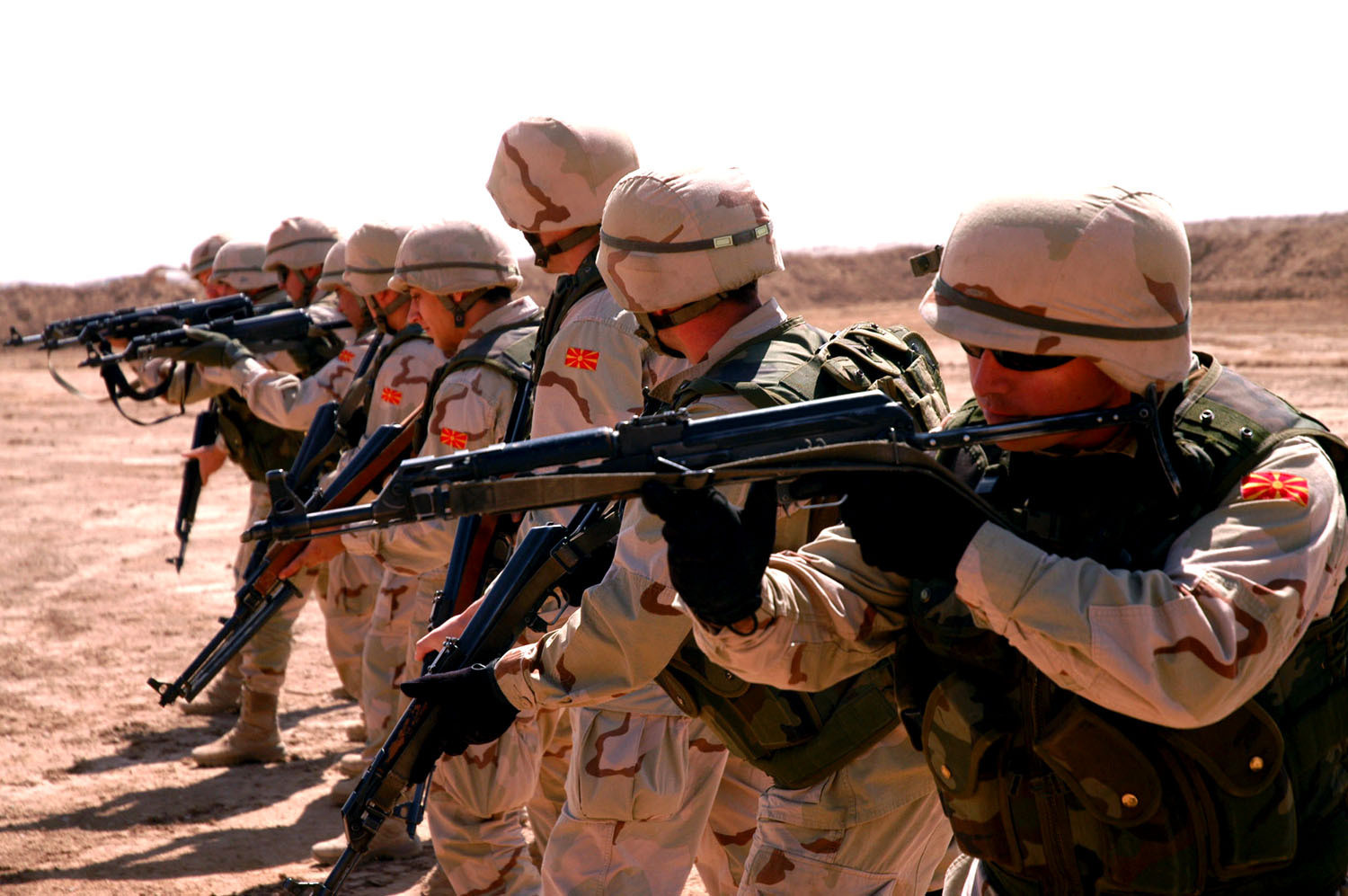
Militares macedônios no Iraque.
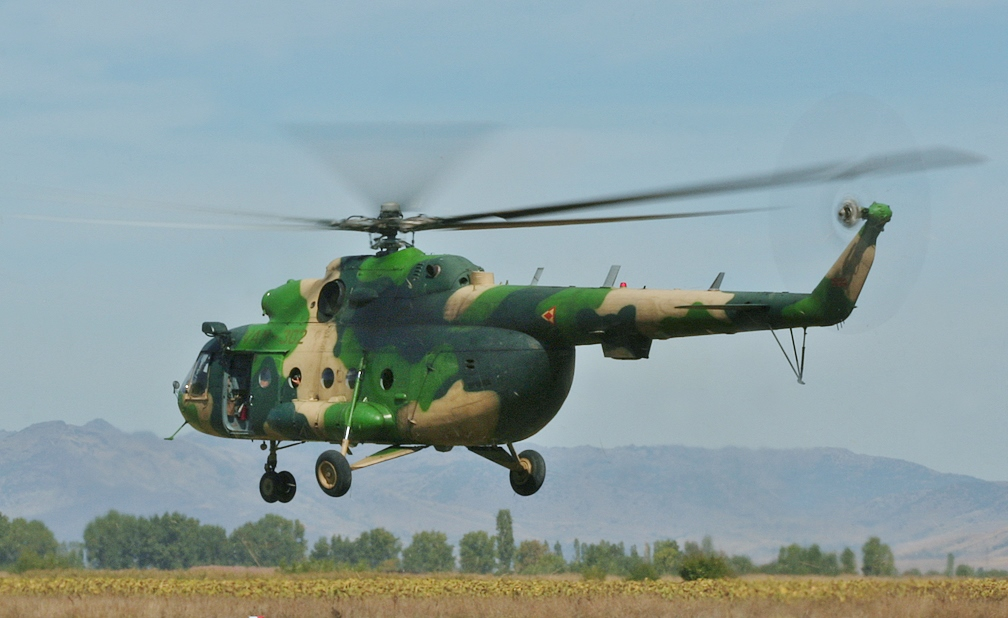
Um Mi-17 da força aérea da Macedônia.
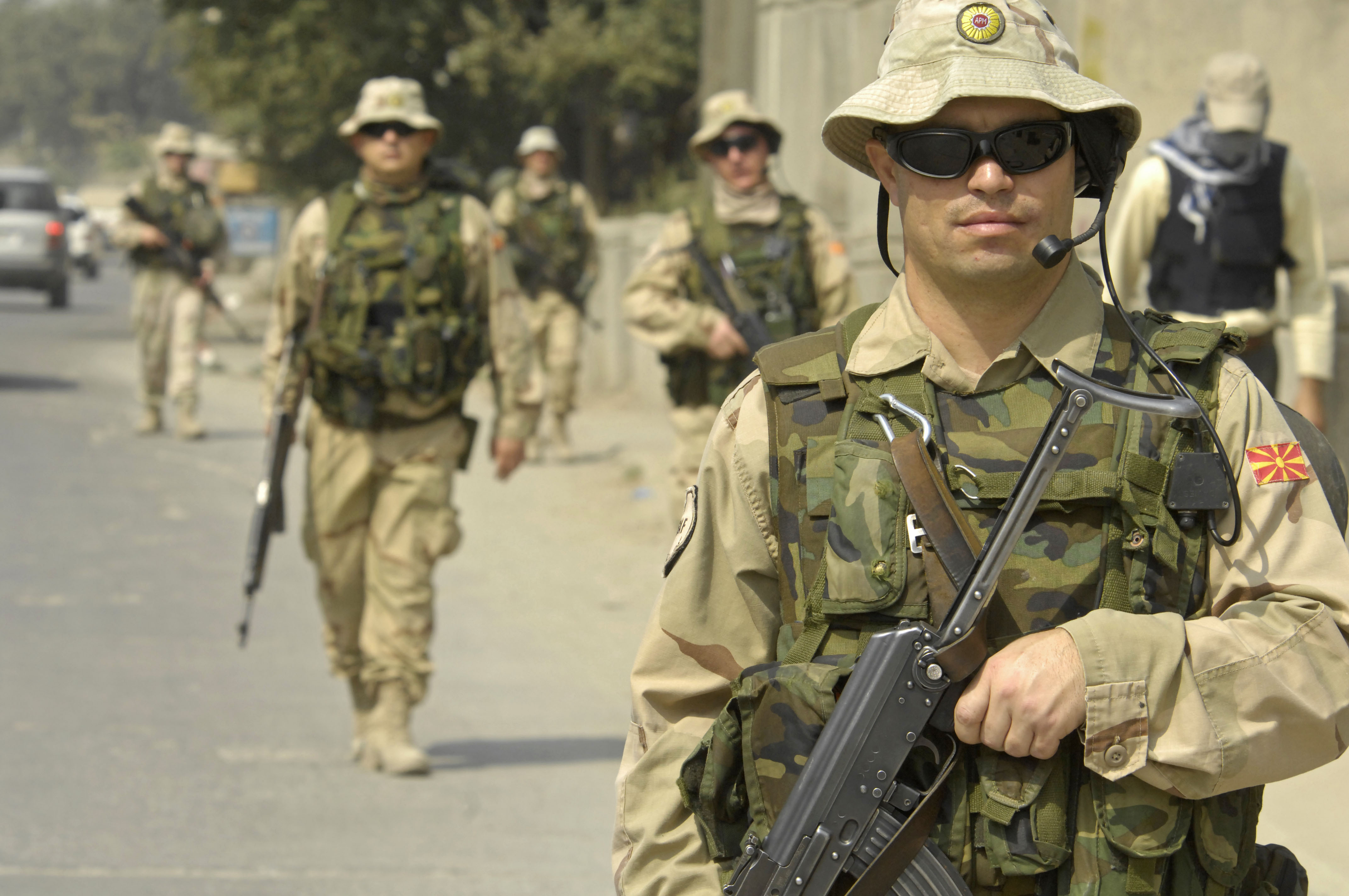
Soldados macedônios em Cabul.